# Kim Jae-Yup
Kim Jae-Yup, född den 17 maj 1965, är en sydkoreansk judoutövare.
Han tog OS-silver i herrarnas extra lättvikt i samband med de olympiska judotävlingarna 1984 i Los Angeles.
Han tog OS-guld i samma viktklass i samband med de olympiska judotävlingarna 1988 i Seoul.